# 未定事件簿
《未定事件簿》是米哈遊開發并于2020年运营的律政恋爱推理遊戲，對應Android和iOS平台。遊戲中玩家將扮演新人律師，與四位男主角攜手解決離奇委託，展開一場戀愛與推理的冒險。
本作是米哈游首款乙女游戏作品，且本作上市时间比同公司作品《原神》还早，亦使本作成为米哈游实际上第一个上线的非《崩坏系列》游戏产品。

## 游戏玩法

《未定事件簿》的一場辯論（戰鬥）

《未定事件簿》的主線故事主要是以視覺小說的形式來呈現，輔以觀察、對質、調查、蒐證、線索關聯等各種小玩法，最後以庭審作為一個章節的結尾。
遊戲中玩家可蒐集卡牌進行辯論。卡牌共有三個屬性：邏輯、直覺及共情；共情剋制直覺，直覺剋制邏輯，邏輯剋制共情。玩家可升級卡牌等級提升戰力及解鎖卡面故事或語音。卡面故事可分為六個部分，總長度約為半小時至一小時，全數閱讀完可解鎖視訊電話、簡訊或後日談。此外，一個卡牌共有三個技能，玩家也可透過升級卡牌技能來提升戰力。在部分辯論環節中，可自動辯論或通過快速辯論來跳過戰鬥。
戀愛的部分，遊戲使用了骨骼動畫及Live2D技術，玩家可通過男主角的空間進行觸碰、抽鬼牌、猜拳的小遊戲，也有個人線加深與玩家的互動。

## 情節

### 背景与角色
《未定事件簿》故事發生在虛構都市「未名市」。2026年起，未名市精神異常及治安事件大幅增加。2030年，玩家作為一名女性初級律師，將加入NXX調查組唸法為/ɛn tu ɛks/(N - Two - X），與四位來自各大領域的男主角一同破解謎題，釐清「未定事件簿」的真相。
玩家角色無官方設定名稱，由玩家自行起名。女主人公24歲，畢業於未名大學法律系，目前為忒彌斯律師事務所初級律師，在NXX的代號為「薔薇」。

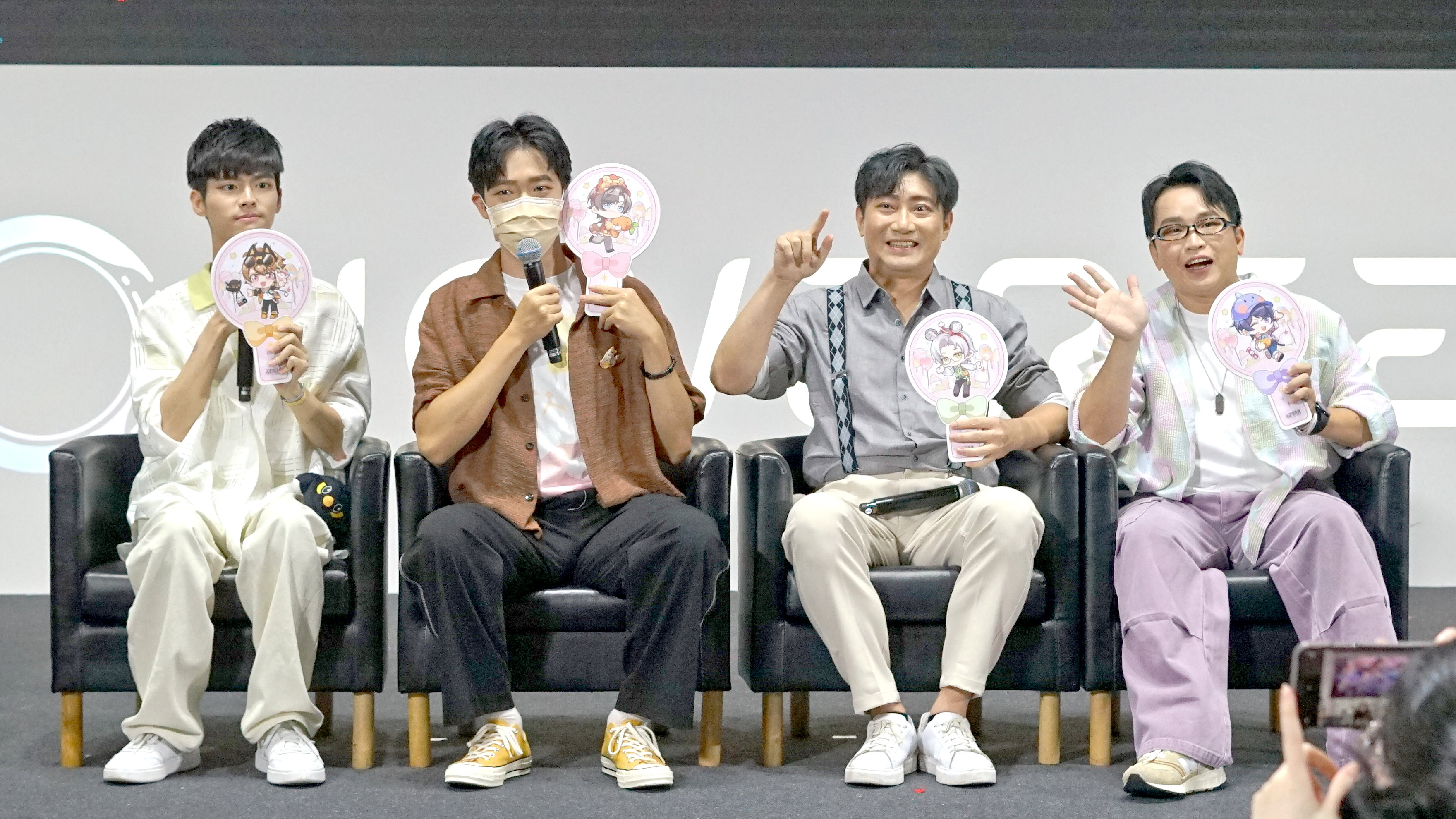
2024年漫畫博覽會，《未定事件簿》繁體中文版男性配音員四人對談

四位男主角為：
- 夏彥

配音員：金弦（普通话）；陳宏宇（港澳台華語）；梶裕貴（日）；金志律（韓）
私家偵探，24岁，生日為12/5，NXX代号为「渡鴉」。
父母雙亡，寄養在女主角的父母家裡長大。畢業於首都大學生物工程專業，曾失蹤八年。
- 左然

配音員：趙路（普通话）；音箱（港澳台華語）；諏訪部順一（日）；張閔赫（韓）
精英律師，29岁，生日為4/26，NXX代號为「天秤」。
畢業於未名大學法律系，忒彌斯律師事務所高級合夥人，女主角的上司。
- 莫弈

配音員：姜廣濤→逆熵AI合成語音（普通话）；于正昇（港澳台華語）；福山潤（日）；閔丞釪（韓）
心理醫師，27歲，生日為9/27，NXX代號为「裁决者」。
未名大學心理學客座教授，莫氏心理健康研究中心所有人，也是陸景和的家庭教師。
- 陸景和

配音員：楊天翔（普通话）；江志倫（港澳台華語）；石川界人（日）；金漢信（韓）
集團繼承人，21岁，生日為6/21，NXX代號为「King」。
未名大學藝術學院研究生。2029年哥哥宣布暫離和印管理崗位後，回國接任和印集團執行總裁，同時也是畫家「z」。

## 活動一覽
活動時間以港澳台服為主

### 主題活動
| 日期                          | 活動名稱             | 限定思緒(僅列SSR)                                                                 | PV                                                                                        |
| ----------------------------- | -------------------- | --------------------------------------------------------------------------------- | ----------------------------------------------------------------------------------------- |
| 2022年5月27日~2022年6月10日   | 煦風戀旅·下篇        | SSR夏彥「繁蔭浮歲」 SSR左然「願者繾鉤」                                           | 港澳台服 （页面存档备份，存于） 陸服 國際服                                               |
| 2022年5月2日~2022年5月16日    | 煦風戀旅·上篇        | SSR莫弈「暉染縈沙」 SSR陸景和「星願心瀾」                                         | 港澳台服 （页面存档备份，存于） 陸服 （页面存档备份，存于） 國際服                        |
| 2022年3月11日~2022年3月25日   | 童夢暢遊             | SSR夏彥「執願」 SSR陸景和「沁甜綺想」                                             | 港澳台服 （页面存档备份，存于） 陸服 （页面存档备份，存于） 國際服                        |
| 2022年1月29日~2022年2月19日   | 飛雪落紅塵           | SSR夏彥「戲影入夢」 SSR左然「野有蔓草」 SSR莫弈「灼華于歸」 SSR陸景和「畫堂春」   | 港澳台服 （页面存档备份，存于） 陸服 （页面存档备份，存于） 國際服                        |
| 2022年1月19日~常駐            | 致斯卡提的情詩(復刻) | SSR夏彥「熒熒眸光」 SSR左然「天心漫遊」 SSR莫弈「焰落琉彩」 SSR陸景和「極光之晝」 | 港澳台服 （页面存档备份，存于） 陸服 （页面存档备份，存于） 國際服 （页面存档备份，存于） |
| 2021年12月28日~2022年1月11日  | 雪色彌境             | SSR夏彥「瑰色餘溫」 SSR莫弈「弦光掠影」                                           | 港澳台服 （页面存档备份，存于） 陸服 （页面存档备份，存于） 國際服                        |
| 2021年11月19日~2021年12月10日 | 青蔥巡禮             | SSR左然「新晴」 SSR陸景和「朝華惜時」                                             | 港澳台服 （页面存档备份，存于） 陸服 （页面存档备份，存于） 國際服                        |
| 2021年10月19日~2021年11月9日  | 狂沙的呼喚           | SSR夏彥「晝夜餘想」 SSR左然「熾響」 SSR莫弈「渡月逐光」 SSR陸景和「微芒」         | 港澳台服 （页面存档备份，存于） 陸服 （页面存档备份，存于） 國際服 （页面存档备份，存于） |
| 2021年9月9日~常駐             | 消失的黃金(復刻)     | SSR夏彥「虹色心跳」 SSR左然「鈴音予夢」 SSR莫弈「心懸一線」 SSR陸景和「悸亂微光」 | 港澳台服 （页面存档备份，存于） 陸服 （页面存档备份，存于） 國際服 （页面存档备份，存于） |
| 2021年7月27日~2021年8月21日   | 緋色盛典(一週年)     | SSR夏彥「夜落星河」 SSR左然「相思情長」 SSR莫弈「不渝」 SSR陸景和「意筆明心」     | 港澳台服 （页面存档备份，存于） 陸服 （页面存档备份，存于） 國際服                        |
| 2021年6月29日~2021年7月20日   | 燃動潮流夜           | SSR夏彥「騰霄」 SSR莫弈「霓光旋律」                                               | 港澳台服 （页面存档备份，存于） 陸服 （页面存档备份，存于） 國際服 （页面存档备份，存于） |
| 2021年5月11日~2021年6月1日    | 異鄉行歌(下)         | SSR左然「惠雨歸晴」 SSR莫弈「思釀」                                               | 港澳台服 （页面存档备份，存于） 陸服 （页面存档备份，存于） 國際服 （页面存档备份，存于） |
| 2021年4月8日~2021年4月29日    | 異鄉行歌(上)         | SSR夏彥「此心安處」 SSR陸景和「蒼木為意」                                         | 港澳台服 （页面存档备份，存于） 陸服 （页面存档备份，存于） 國際服 （页面存档备份，存于） |
| 2021年2月8日~2021年3月4日     | 致斯卡提的情詩       | SSR夏彥「熒熒眸光」 SSR左然「天心漫遊」 SSR莫弈「焰落琉彩」 SSR陸景和「極光之晝」 | 港澳台服 （页面存档备份，存于） 陸服 （页面存档备份，存于） 國際服 （页面存档备份，存于） |
| 2020年12月30日~2021年1月20日  | 繽紛園遊會           | SSR左然「一步之遙」 SSR陸景和「終夜明輝」                                         | 港澳台服 （页面存档备份，存于） 陸服 （页面存档备份，存于） 國際服 （页面存档备份，存于） |
| 2020年12月9日~2020年12月23日  | 午夜華章             | SSR莫弈「明暗之境」 SSR陸景和「虛誕盛宴」                                         | 港澳台服 （页面存档备份，存于） 陸服 （页面存档备份，存于） 國際服 （页面存档备份，存于） |
| 2020年10月14日~2020年11月13日 | 消失的黃金           | SSR夏彥「虹色心跳」 SSR左然「鈴音予夢」 SSR莫弈「心懸一線」 SSR陸景和「悸亂微光」 | 港澳台服 （页面存档备份，存于） 陸服 （页面存档备份，存于） 國際服 （页面存档备份，存于） |
| 2020年9月3日~2020年9月24日    | 清夏同遊             | SSR夏彥「千燈如晝」 SSR左然「心有千千結」                                         | 港澳台服 （页面存档备份，存于） 陸服 （页面存档备份，存于） 國際服 （页面存档备份，存于） |

### 生日活動
| 日期                         | 活動名稱 | 限定思緒              | PV                                          |
| ---------------------------- | -------- | --------------------- | ------------------------------------------- |
| 第二年生日                   |          |                       |                                             |
| 2022年6月17日~2022年6月27日  | 歲海織夢 | SSR陸景和「熾盛不息」 | 港澳台服 （页面存档备份，存于） 陸服 國際服 |
| 2022年4月19日~2022年4月26日  | 韶華若歲 | SSR左然「日夜相生」   | 港澳台服 （页面存档备份，存于） 陸服 國際服 |
| 2021年12月3日~2021年12月13日 | 灼年情記 | SSR夏彥「暗漪」       | 港澳台服 （页面存档备份，存于） 陸服 國際服 |
| 2021年9月22日~2021年10月2日  | 沐光偕願 | SSR莫弈「昔年之縛」   | 港澳台服 （页面存档备份，存于） 陸服 國際服 |
| 第一年生日                   |          |                       |                                             |
| 2021年6月16日~2021年6月27日  | 浮光和景 | SSR陸景和「榮光加冕」 | 港澳台服 （页面存档备份，存于） 陸服 國際服 |
| 2021年4月21日~2021年5月2日   | 眷然戀影 | SSR左然「兩心無間」   | 港澳台服 （页面存档备份，存于） 陸服 國際服 |
| 2020年11月27日~2020年12月8日 | 四季如夏 | SSR夏彥「溫馥予懷」   | 港澳台服 （页面存档备份，存于） 陸服 國際服 |
| 2020年9月24日~2020年10月4日  | 甜蜜心跡 | SSR莫弈「舞夜流光」   | 港澳台服 （页面存档备份，存于） 陸服 國際服 |

### MR活動
| 日期                         | 活動名稱       | PV                                                                                       |
| ---------------------------- | -------------- | ---------------------------------------------------------------------------------------- |
| 2022年5月17日~2022年5月27日  | 偷心機密       | 港澳台服:https://www.youtube.com/watch?v=EcaH5BN3bl8 （页面存档备份，存于） 陸服: 國際服 |
| 2022年3月22日~2022年3月29日  | 花遇惠風(復刻) | 港澳台服:https://www.youtube.com/watch?v=CmodyRLfxRA （页面存档备份，存于） 陸服: 國際服 |
| 2022年2月14日~2022年2月24日  | 濃情淺吻       | 港澳台服:https://www.youtube.com/watch?v=YDWC1pSMm5A （页面存档备份，存于） 陸服: 國際服 |
| 2021年10月29日~2021年11月8日 | 幻夜囈語       | 港澳台服:https://www.youtube.com/watch?v=ANTi4heVTqo （页面存档备份，存于） 陸服: 國際服 |
| 2021年8月26日~2021年9月5日   | 花間密語       | 無                                                                                       |
| 2021年3月12日~2021年3月26日  | 花遇惠風       | 港澳台服:https://www.youtube.com/watch?v=CmodyRLfxRA （页面存档备份，存于） 陸服: 國際服 |

### 個人線活動
活動期間完成章節，可獲得限定徽章
| 日期                          | 活動名稱             | 限定思緒              | PV                                                                 |
| ----------------------------- | -------------------- | --------------------- | ------------------------------------------------------------------ |
| 甜蜜篇章-第二章               |                      |                       |                                                                    |
| 2022年5月17日~2022年5月27日   | 同繪四時景 Chapter.2 | SSR陸景和「情難自匿」 | 港澳台服 （页面存档备份，存于） 陸服 國際服                        |
| 甜蜜篇章-第一章               |                      |                       |                                                                    |
| 2022年3月29日~2022年4月8日    | 莫忘情歸處           | SSR莫弈「欲愈」       | 港澳台服 （页面存档备份，存于） 陸服 （页面存档备份，存于） 國際服 |
| 2022年2月28日~2022年3月10日   | 此生偕安然           | SSR左然「好願成雙」   | 港澳台服 （页面存档备份，存于） 陸服 國際服                        |
| 2021年12月15日~2021年12月25日 | 同繪四時景           | SSR陸景和「潮生情動」 | 港澳台服 （页面存档备份，存于） 陸服 國際服                        |
| 2021年10月8日~2021年10月18日  | 兩心共夏時           | SSR夏彥「妄夜之魘」   | 港澳台服 （页面存档备份，存于） 陸服 國際服                        |

### 專項諮詢
| 日期                          | 活動內容           |
| ----------------------------- | ------------------ |
| 2022年4月8日~2022年4月18日    | MR左然「整裝」     |
| 2022年1月12日~2022年1月19日   | 左然-探險 (衣裝)   |
| 2021年12月8日~2021年12月18日  | MR陸景和「初露」   |
| 2021年11月12日~2021年11月19日 | 莫弈-探險 (衣裝)   |
| 2021年9月30日~2021年10月10日  | MR夏彥「明熹」     |
| 2021年8月19日~2021年8月26日   | 陸景和-探險 (衣裝) |
| 2021年7月16日~2021年7月26日   | MR左然「舒展」     |
| 2021年6月7日~2021年6月17日    | 夏彥-探險 (衣裝)   |
| 2021年4月27日~2021年5月11日   | MR莫弈「朝顏」     |

### 小遊戲
| 日期                          | 活動名稱           |
| ----------------------------- | ------------------ |
| 2022年3月14日~2022年3月24日   | 廚房的試煉         |
| 2022年2月7日~2022年2月19日    | 飛雪落紅塵         |
| 2022年1月19日~2022年1月26日   | 精靈鄉之夢         |
| 2021年12月31日~2022年1月10日  | 時光紀念冊         |
| 2021年12月20日~2021年12月30日 | 滿載鵝歸           |
| 2021年11月2日~2021年11月12日  | 狂沙的呼喚         |
| 2021年9月17日~2021年9月27日   | 花好月圓           |
| 2021年8月23日~2021年9月2日    | 佳期鵲橋會         |
| 2021年6月11日~2021年6月21日   | 粽意與妳           |
| 2021年5月21日~2021年5月31日   | 甜蜜下午茶         |
| 2021年2月25日~2021年3月7日    | 溫暖鬧元宵         |
| 2020年11月13日~2020年11月20日 | 掃地機器人失蹤事件 |

## 爭議及評價

### 争议
在游戏公开后，受自家其他遊戲風評影響，許多人認為，游戏的预告片与卡普空的逆转裁判系列存在着多处相似之处，并质疑本作存在抄袭。对此，米哈遊在游戏临近上市时发布声明，称抄袭指控不实，并称将采取法律手段。

### 獎項與提名
- 2021 Google Play年度最具創新力遊戲(美國、印度等多地區)[5][6]
- 2021 大陆十大年度國家IP評選遊戲區提名[7]
- 2022 Pocket Gamer People’s Choice Award 提名[8]